# Santa Fé do Araguaia
Santa Fé do Araguaia là một đô thị thuộc bang Tocantins, Brasil. Đô thị này có diện tích 1676,945 km², dân số năm 2007 là 5610 người, mật độ 3,35 người/km².